# میگل آنخل کاردرو
میگل آنخل کاردرو (انگلیسی: Miguel Ángel Cordero؛ زادهٔ ۱۰ سپتامبر ۱۹۸۷) بازیکن فوتبال اهل اسپانیا است.
از باشگاه‌هایی که در آن بازی کرده‌است می‌توان به باشگاه فوتبال خرز، باشگاه فوتبال آ. ا. ک آتن، و باشگاه فوتبال رئال مادرید اشاره کرد.